# Outlander: Blood of My Blood
Outlander: Blood of My Blood es una serie de televisión británica-estadounidense de drama romántico histórico que sirve como precuela de la serie de televisión Outlander (2014-presente), basada en la saga de libros del mismo nombre escritos por Diana Gabaldon.
La serie sigue a los padres de los dos protagonistas de la serie original, Jamie Fraser y Claire Beauchamp. Los padres de Jamie en la Escocia del siglo XVIII son interpretados por Harriet Slater como Ellen MacKenzie y Jamie Roy como Brian Fraser. Los padres de Claire durante la Primera Guerra Mundial son interpretados por Hermione Corfield como Julia Moriston y Jeremy Irvine como Henry Beauchamp.
La primera temporada de la serie consiste de diez episodios y se estrenó en Starz el 8 de agosto de 2025. En junio de 2025, la serie fue renovada para una segunda temporada.

## Premisa
Outlander: Blood of My Blood cuenta las historias de cómo los padres de Jamie Fraser se conocieron en la Escocia del siglo XVIII y cómo los padres de Claire Beauchamp se conocieron durante la Primera Guerra Mundial en Inglaterra. Un tráiler lanzado en julio de 2025 también reveló un elemento de viaje en el tiempo que involucra a los padres de Claire que parece cruzarse con la línea de tiempo del siglo XVIII.

## Reparto
- Harriet Slater como Ellen MacKenzie, madre de Jamie Fraser
- Jamie Roy como Brian Fraser, padre de Jamie
- Hermione Corfield como Julia Moriston, madre de Claire Beauchamp
- Jeremy Irvine como Henry Beauchamp, padre de Claire
- Tony Curran como Lord Lovat, abuelo de Jamie
- Rory Alexander como Murtagh Fitzgibbons Fraser
- Sam Retford como Dougal MacKenzie
- Séamus McLean Ross como Colum MacKenzie
- Conor MacNeill como Ned Gowan
- Brian McCardie como Isaac Grant[nota 1]
- Jhon Lumsden como Malcolm Grant
- Sara Vickers como Davina Porter, ama de llaves de los Lovat y la madre de Brian Fraser
- Peter Mullan como Red Jacob MacKenzie
- Sally Messham como la señora Fitz
- Terence Rae como Arch Bug
- Ailsa Davidson como Janet MacKenzie
- Sadhbh Malin como Jocasta MacKenzie
- Annabelle Dowler como Lizbeth
- Harry Eaton como Charlton, compañero soldado y amigo de Henry Beauchamp

## Episodios

### Temporada 1 (2025)
| N.º | Título                          | Dirigido por | Escrito por                                         | Fecha de emisión original | Audiencia (millones) |
| --- | ------------------------------- | ------------ | --------------------------------------------------- | ------------------------- | -------------------- |
| 1   | «Providence»                    | Jamie Payne  | Matthew B. Roberts                                  | 8 de agosto de 2025       | —                    |
| 2   | «S.W.A.K. (Sealed with a Kiss)» | Jamie Payne  | Kiersten Van Horne                                  | 8 de agosto de 2025       | —                    |
| 3   | «School of the Moon»            | Jamie Payne  | Historia: Curtis Kheel & Margot Ye Guion: Margot Ye | 15 de agosto de 2025      | —                    |
| 4   | «A Soldier's Heart»             | —            | Macy Grace Smolsky                                  | 22 de agosto de 2025      | —                    |
| 5   | «Neefire»                       | —            | Taylor Mallory                                      | 29 de agosto de 2025      | —                    |
| 6   | «Birthright»                    | —            | Danielle Berrow                                     | 5 de septiembre de 2025   | —                    |
| 7   | «Luceo Non Uro»                 | —            | Margot Ye                                           | 12 de septiembre de 2025  | —                    |
| 8   | «A Virtuous Woman»              | —            | Kiersten Van Horne                                  | 19 de septiembre de 2025  | —                    |
| 9   | «Braemar»                       | —            | Diana Gabaldon                                      | 26 de septiembre de 2025  | —                    |
| 10  | «Something Borrowed»            | —            | Diana Gabaldon & Matthew B. Roberts                 | 10 de octubre de 2025     | —                    |

## Producción

### Desarrollo
En febrero de 2022, fue informado que se lanzaría una serie precuela de Outlander, con Matthew B. Roberts como escritor y productor ejecutivo. En mayo de 2022, la productora ejecutiva Maril Davis confirmó que la serie se centraría en los padres de Jamie Fraser. En agosto de 2022, se confirmó que la serie precuela se titulará Blood of My Blood. En enero de 2023, Starz ordenó una primera temporada de 10 episodios. Una vez que comenzó la producción en febrero de 2024, se confirmó que la serie también se centraría en los padres de Claire Fraser. Gabaldon ha dicho que la serie se basa en parte en material que ha escrito para el primero de los tres posibles libros precuela sobre los padres de Jamie, quienes fueron el foco de la primera concepción de Roberts de la nueva serie. En junio de 2025, dos meses antes del estreno, la serie ya había sido renovada para una segunda temporada.

### Casting
En febrero de 2024, los primeros anuncios de casting revelaron que Harriet Slater, Jamie Roy, Hermione Corfield y Jeremy Irvine fueron elegidos para interpretar a los padres de Jamie y Claire, respectivamente. Tony Curran también fue elegido como Lord Lovat, el abuelo de Jamie. Luego, Rory Alexander, Sam Retford, Séamus McLean Ross y Conor MacNeill fueron elegidos como versiones más jóvenes de los personajes de la serie original de Outlander: Murtagh Fitzgibbons Fraser, Dougal MacKenzie, Colum MacKenzie y Ned Gowan. Brian McCardie, Jhon Lumsden, Sara Vickers y Peter Mullan se agregaron al elenco a principios de abril. Sally Messham, Terence Rae, Ailsa Davidson, Sadhbh Malin, Annabelle Dowler y Harry Eaton completaron el elenco a fines de abril de 2024.

### Filmación
El rodaje comenzó en enero de 2024 en Glasgow, Escocia, pero la producción tuvo que suspenderse debido a las tormentas en la zona, y el rodaje se reanudó a finales de febrero. Parte del rodaje también se realizó en el Castillo de Doune, que sirve como el Castillo Leoch. El 19 de julio de 2024, Starz anunció en las redes sociales que el rodaje había finalizado.

## Lanzamiento
Outlander: Blood of My Blood se estrenó el 8 de agosto de 2025 a través del canal de televisión Starz con la emisión simultánea de los primeros dos episodios.